# Essener SC Preußen 02
Essener SC Preußen 02 is een Duitse voetbalclub uit Essen, Noordrijn-Westfalen. De club werd opgericht in 1902 en was in de begindagen van het Duitse voetbal actief in de hogere reeksen, maar is inmiddels weggezakt naar de laagste reeksen.

## Geschiedenis
De club sloot zich aan bij de West-Duitse voetbalbond. Door het uitbreken van de Eerste Wereldoorlog werd de Ruhrcompetitie opgesplitst in meerdere reeksen waardoor Preußen in 1915 voor het eerst op het hoogste niveau speelde. Na een eerste seizoen in de middenmoot werd de club het volgende jaar overtuigend kampioen, met zes punten voorsprong op Essener TB 1900. Tijdens de oorlog waren er evenwel geen verdere eindrondes voorzien. De volgende twee seizoenen won de club de titel, in 1918/19 had de club zelfs een doelsaldo van 91:15 op 15 wedstrijden, bijna het dubbele van de nummer twee in de rangschikking BV Altenessen 06.
Na de Tweede Wereldoorlog werd de competitie sterk verdeeld. Essen werd groepswinnaar in zijn groep en plaatste zich voor de volgende ronde, waarin ze verloren van Rot-Weiß Oberhausen. Het volgende seizoen eindigde de club in de middenmoot. Hierna werd de Oberliga West opgericht als hoogste klasse en de club moest nu naar de lagere reeksen.

## Erelijst
Kampioen Ruhr-Essen
1917, 1918, 1919